# مارتن إل. سويني
مارتن إل. سويني هو محامي وقاضي وسياسي أمريكي، ولد في 15 أبريل 1885 في كليفلاند في الولايات المتحدة، وتوفي بنفس المكان في 1 مايو 1960. نشط حزبياً في الحزب الديمقراطي. وقد انتخب عضو مجلس نواب أوهايو ‏ وانتخب عضو مجلس النواب الأمريكي ‏.